# لي كروكس (لاعب دوري الرغبي)
لي كروكس (بالإنجليزية: Lee Crooks)‏ هو لاعب دوري الرغبي أسترالي، ولد في 18 سبتمبر 1963 في كينغستون أبون هال في المملكة المتحدة.